# 홍산면
홍산면(鴻山面)은 대한민국 충청남도 부여군의 면이다.

## 행정 구역
- 교원리(校院里)
- 남촌리(南村里)
- 무정리(務亭里)
- 북촌리(北村里): 행정복지센터 소재지.
- 상천리(上川里)
- 정동리(井洞里)
- 조현리(鳥峴里)
- 좌홍리(坐鴻里)
- 토정리(土亭里)
- 홍량리(鴻良里)

## 같이 보기
- 홍산군